# Morpho abitagua
Morpho abitagua är en fjärilsart som beskrevs av Le Moult och Real 1965. Morpho abitagua ingår i släktet Morpho och familjen praktfjärilar. Inga underarter finns listade i Catalogue of Life.